# Brode, Škofja Loka
Brode este o localitate din comuna Škofja Loka, Slovenia, cu o populație de 148 de locuitori.